# Zabłocie (Silésie)
Pour les articles homonymes, voir Zabłocie.
Zabłocie est une localité polonaise de la gmina de Strumień, située dans le powiat de Cieszyn en voïvodie de Silésie.